# Windows Embedded Compact
Windows CE, soms afgekort als WinCE, is een lichtgewicht variant van Microsofts besturingssysteem Windows. Het wordt gebruikt in kleine computers, handhelds, smartphones, GPS-systemen en embedded systemen. Deze versie van Windows vergt relatief lage systeemeisen en is daardoor beter geschikt voor minder krachtige computers en andere mobiele apparaten. Het besturingssysteem werd meegeleverd met de Sega Dreamcast en Pocket PC.

## Geschiedenis
Windows CE werd oorspronkelijk door Microsoft aangekondigd in 1996 op de COMDEX expo, en werd gedemonstreerd door Bill Gates en John McGill. Volgens Microsoft was "CE" geen expliciet acroniem voor iets, hoewel het bij veel ontwikkelaars woorden opriep zoals compact, connectable, compatible, companion en efficiënt.
De naam Windows CE werd in 2006 veranderd naar Windows Embedded Compact met de komst van versie 6.0, hoewel deze versie ook nog steeds wordt verkocht als Windows Embedded CE 6, en opnieuw in 2011 met de uitgave van Windows Embedded Compact 7.

## Software
Windows CE werd populair door de snelle groei van smartphones en pda's. Ook navigatietoestellen waren toentertijd sterk in opmars. Windows CE werd soms door smartphones gebruikt, maar is inmiddels grotendeels vervangen door Windows Mobile, dat op zijn beurt in 2010 weer grotendeels vervangen is door Windows Phone 7 en later Windows Phone 8. Inmiddels is de naam 'Mobile' weer terug in de vorm van Windows 10 Mobile.
Een belangrijke verbetering in versie 5 is de stabiliteit en door het .NET Compact framework (een variant van het .NET Framework voor Windows Mobile) is er nu ook een markt opengelegd voor .NET-programmatuur voor handheld computers en smartphones.
Voor industriële toepassingen is Windows embedded CE nog wel een veelgebruikt OS.
Door diverse softwareleveranciers wordt hier handig op ingespeeld.

### Softwareaanbod
Een kort lijstje van diverse programmatuur voor Windows CE:
- TomTom
- Navigon
- Microsoft Exchange

## Systeemeisen
De apparaten die met Windows CE konden werken moesten voldoen aan de volgende minimum specificaties:
- SH3, MIPS 3000 of MIPS 4000 processor
- Minimum van 4 MB aan ROM
- Minimum van 2 MB aan RAM, met een back-up stroombron zoals een knoopcelbatterij.
- Stroomvoorziening door twee AA batterijen
- Een gewicht minder dan 453 gram (1 Engels pond)
- Een fysiek QWERTY toetsenbord met Control, Alt en Shift toetsen
- Een lcd scherm met resolutie van 480 bij 240 pixels, vier grijstinten met aanraakscherm
- Infrarood ontvanger, seriële poort, PC Card sleuf, luidspreker